# Нихондзинрон
Нихондзинрон (яп. 日本人論, «теория о японцах») — комплекс исследований об уникальности японцев. Исследования в рамках нихондзинрон серьезно повлияли на становление японского общества. Вклад в данную теорию на разных этапах её становления вносили многие социологи, культурологи, психологи, философы и другие исследователи гуманитарных дисциплин.

## Специфика термина
В русскоязычной научной литературе двадцатого века термин в подавляющем большинстве случаев пишется раздельно («нихондзин рон»), однако в последнее время все чаще можно видеть слитное написание. В англоязычной литературе термин также пишется слитно — nihonjinron.
Сложность вызывает и перевод термина на русский язык. Для удобства говорят о теории нихондзинрон, подразумевая при этом целый ряд исследований в рамках одного научного дискурса.
В связи с тем, что наиболее ярко уникальность японцев проявляется в их культуре, в отдельных источниках вместе с термином «нихондзинрон» (теория о японцах) употребляется и термин «нихонбункарон» (теория о японской культуре). В зависимости от контекста они могут являться взаимозаменяемыми понятиями. Александр Мещеряков считает, что нихондзинрон можно считать «культурным национализмом, лишённым агрессивности».

## История нихондзинрон
Если рассматривать нихондзинрон как националистическую теорию, то её истоки следует искать ещё в XVII—XVIII веках. Тогда в Японии зародилось культурное движение кокугаку, последователи которого отстаивали самобытность японской культуры и говорили о необходимости уйти от китайского культурного влияния. Именно на идеи кокугаку ссылались впоследствии первые теоретики нихондзинрон.
В 1853 году Америка заставила Японию открыть границы, угрожая военной силой. Вскоре после этого в стране усилились националистические настроения. Многие японцы стали требовать пересмотра неравноправных договоров с западными странами и изгнания иностранцев. Уже тогда в Японии появляются общественные деятели, которые говорят о том, что у японцев есть свой, уникальный путь. Среди них — Фукудзава Юкити, Нитобэ Инадзо, Нацумэ Сосэки.
Однако вскоре японская национальная идея начинает развиваться вокруг культа императора. С началом эпохи Мэйдзи возрождается миф, что японский император ведёт свое происхождение от богини Аматэрасу. Народ Японии уверовал в то, что является уникальным, богоизбранным. Так продолжалось около века, пока после поражения страны во Второй мировой войне император Хирохито не заявил, что не является «живым богом».
Тогда Японии пришлось искать новые формы национальной идентичности. Необходимо было найти некую социальную идею, которая позволила бы объединить народ. И японцы обратились к нихондзинрон. Они стали признавать себя особенным народом во всём, подчеркивая, что их стиль, культура и мышление разительно отличаются от того, что существует в Европе. Над обновленной теорией нихондзинрон трудился целый ряд ученых.
Основной толчок для работы над теорией дала работа американского культуролога Р.Бенедикт, написанная по заказу американских военных в 1946 году. В ее книге «Хризантема и меч» японская культура стыда противопоставлялась западной культуре вины, причём последнюю она оценивала выше. Многие японцы раскритиковали Бенедикт за её вестернизаторский подход. В дальнейшем они продвигали своё видение японской культуры в рамках нихондзинрон.
Теория достигла своего расцвета в шестидесятые-семидесятые годы 20 века. Тогда в Японии появилось большое количество сочинений, посвящённых оригинальности материальной и духовной культуры японцев.

## Некоторые положения нихондзинрон
Для теории нихондзинрон характерно сравнение различных вещей по признаку «японский-западный», причём, как правило, в пользу всего японского. Можно конкретизировать некоторые положения данной теории.
1. Японцы по-особенному относятся к природе, проявляют заботу о ней и живут в гармонии с ней, в отличие от иностранцев. Согласно теории, японцы чутко относятся к природе, прекрасно понимают её[6].
2. Уникальной признаётся японская традиционная одежда. Она отличается от творений европейской моды. Кимоно является предметом национальной гордости, произведением искусства.
3. Японский язык также признается уникальным. В. М. Алпатов указывает на то, что миф об уникальности японского языка развивался, в частности, благодаря С. Такао[7]. Японский учёный утверждал, что нет другого народа, который, проживая на одной и той же территории в морском окружении, говорил бы полтора тысячелетия всё на том же языке. В других работах теоретиков нихондзинрон проводятся попытки доказать, что японский язык слишком сложен для понимания иностранцами, так как восприятие иероглифов изменяет и делает особенным мозг японцев. При этом игнорируется тот факт, что иероглифы в японском языке были заимствованы из китайского языка, а значит, японцы в этом плане не являются уникальным народом.
4. Пищевая диета японцев также трактуется как особенная. Теоретики нихондзинрон даже доказывали, что, якобы, длина кишечника у японца больше, чем у представителей других наций, так как основу рациона японца составляют продукты растительного происхождения[8].

## Социальное влияние нихондзинрон
Распространение теории нихондзинрон во всём мире серьёзно повлияло как на японское, так и на западное общество.
Японские политики, пользуясь данной теорией, могли провоцировать националистические настроения в те моменты, когда это было необходимо. Первоначально теория разрабатывалась для самих японцев.
В то же время теория пробудила особенный интерес и даже симпатию к японцам на Западе. Если в первые годы после Второй мировой войны японцев считали жестокими агрессорами, то к концу семидесятых годов двадцатого века картина резко изменилась. Японцы предположили, что если убедить Запад в том, что японская культура является уникальной, то их начнут воспринимать как обладателей особых знаний, тонких знатоков искусства. И действительно, Японии удалось переломить свой негативный имидж страны-захватчика. Можно считать, что эта теория была искусственно сконструирована японцами в практических целях.

## В массовой культуре
В массовой культуре теория нихондзинрон прежде всего представлена многочисленными изданиями, относящимися к научно-популярной литературе, а также статьями в СМИ.
Под влиянием средств массовой информации дискуссия о неповторимости японцев «превращается в общенациональный психоз», утверждал немецкий японовед Юрген Берндт. Японцы стараются убедить и себя, и иностранцев в том, что всеми своими достижениями Япония обязана только себе, что их нация является уникальной.
П. А. Мошняга, говоря о проявлении теории нихондзинрон, приводит в пример книгу «Японский мозг: функционирование и различие в культурах Запада и Востока». Её автором является врач-отоларинголог Таданобу Цунода, он пишет о различиях в восприятии японцами и не-японцами гласных звуков. Господин Цунода приходит к выводу, что в японском языке гласные имеют особенное значение. Мозг японцев, по мнению автора, устроен таким образом, что они воспринимают гласные доминантным полушарием. Следовательно, японский мозг лучше организован и может освоить любую культуру и язык, в то время как мозг иностранцев не способен в совершенстве освоить японский с его сложными гласными. П. А. Мошняга приходит к выводу, что теория об уникальности мозга японца не выдерживает критики.
В странах Европы и Америки до сих пор большой популярностью пользуются книги, в которых Япония предстает загадочной, непонятной, уникальной страной, что также можно отнести к влиянию теории нихондзинрон.

## Критика
Теория нихондзинрон способствует созданию мифа об уникальности японцев, под влияние которого попадают даже авторитетные ученые. В рамках этого дискурса японцы рассматривают лишь те стороны собственной культуры, истории и национального характера, которые их положительно характеризуют.
М. Н. Корнилов также отмечает, что в исследованиях нихондзинрон имеются существенные научные недостатки. Например, в большинстве из них игнорируется историческая динамика мировой культуры. Японская культура рассматривается как обособленный статичный объект, не связанный с общими тенденциями развития человечества. Кроме того, по мнению Корнилова, в нихондзинрон неадекватно используются методы различных наук.